# سارة اليافعي
سارة اليافعي (28 أكتوبر 1986 -)، ممثلة يمنية مقيمة في بريطانيا. دخلت في المجال الفني في عام 2007 بمسلسل عمشة بنت عماش.

## أعمالها

### من المسلسلات
- 2007: عمشة بنت عماش
- 2009: الساكنات في قلوبنا
- 2009: الخادمة
- 2010: بيني و بينك 4
- 2010: عطر
- 2010: عذاب
- 2011: الشبح
- 2011: أيام وليالي
- 2011: قوول في الثمانيات
- 2012. عيال حارتنا
- 2013. أهل البلد
- 2013. عائلة الدكتور سعود
- 2013. أنت طالق
- 2014:عندما يزهر الخريف
- 2015:عشرة صنايع وعصفور ضايع
- 2015: جاب العيد
- 2016: شباب البومب 5
- 2017: شباب البومب 6
- 2018: شباب البومب 7
- 2018: بدون فلتر
- 2018: حب الطيبين
- 2019: عندما يكتمل القمر
- 2019: يلا نسوق
- 2019: دون
- 2019: سريع سريع
- 2019: حالتنا حالة 2
- 2019: شباب البومب 8
- 2020: وصية بدر
- 2022: سندس
- 2024: سندس 2
- 2025 شباب البومب13

## وصلات خارجية
- سارة اليافعي على موقع قاعدة بيانات الأفلام العربية